# Agelenidae
Agelenidae — родина аранеоморфних павуків надродини Agelenoidea. Представники цієї родини характеризуються тілом, покритим пір'ястими волосинками і хеліцерами з численними зубцями по краю жолобка. Широкі тенета ці павуки снують у вигляді воронки з трубкуватим леговищем.

## Опис
- Карапакс — від яйцеподібної до грушоподібної форми.
- Стернум — щитоподібний, широкий (ширина майже дорівнює довжині), у Tegenaria - з малюнком.
- 8 очей, в 2 ряди (4-4), приблизно рівного розміру, розташовані порівняно компактною групою (розставлені не більше ніж на один-два діаметра).
- Ротовий апарат не модифікований, передній край жолобка хеліцер з 3-5 зубцями, а задній з 2-8.
- Ноги мають 3 кігтика, з шипами, передні - завжди довші за тіло, лапки без скопули.
- Черевце — овальне, зазвичай з малюнком, але буває й без нього.
- Передні павутинні бородавки широко розставлені; задні бородавки значно подовжені, апікальний членик плавно вужчає, у деяких родів він довший від базального членика.
- Органи дихання складається з пари легень і трахеї, що відкриваються одним дихальцем перед павутинними бородавками.
- Розмір — 6-20 мм. Самиці більші за самців, але карапакс у самців нерідко більший, ніж у самиць.
- Забарвлення від світло-брунатного до чорного. Більшість видів з малюнком і на карапаксі і на черевці. У Tegenaria стернум завжди з трьома парами круглих плям, які можуть зливатися з розташованою посередині стернума світлою ланцетоподібною плямою.

## Спосіб життя
Нижні частини чагарників на відкритих лісових галявинах часто обплутані щільними ловчими мережами з воронками агеленід. Багато павуків живе в парках, де вони густо обплітають своїми тенетами верхню підстрижену частина декоративних чагарників. Павук завжди сидить у нижній трубчастій частині воронки і при попаданні на тенета здобичі швидко вискакує з укриття, схоплює її і знову ховається в трубці.
Представники родини вкрай ненажерливі. У старих тенетах трубки майже завжди забиті численними рештками комах, як правило, шкідливих видів. Ці павуки є перспективними для використання в осередках масового розмноження шкідливих комах.

## Розмноження
Парування, точніше залицяння, у агеленід досить просте. Самець, що знайшов сітку самиці, починає по ній постукувати, чим вводить її в стан трансу, після чого переносить рахманну самицю у краще місце і злучається. Після цього пара живе разом кілька тижнів (Джонс, 1989).

## Класифікація
Всі роди різняться формою копулятивних органів, проте забарвлення і малюнок теж можуть бути корисні для розмежування родів:

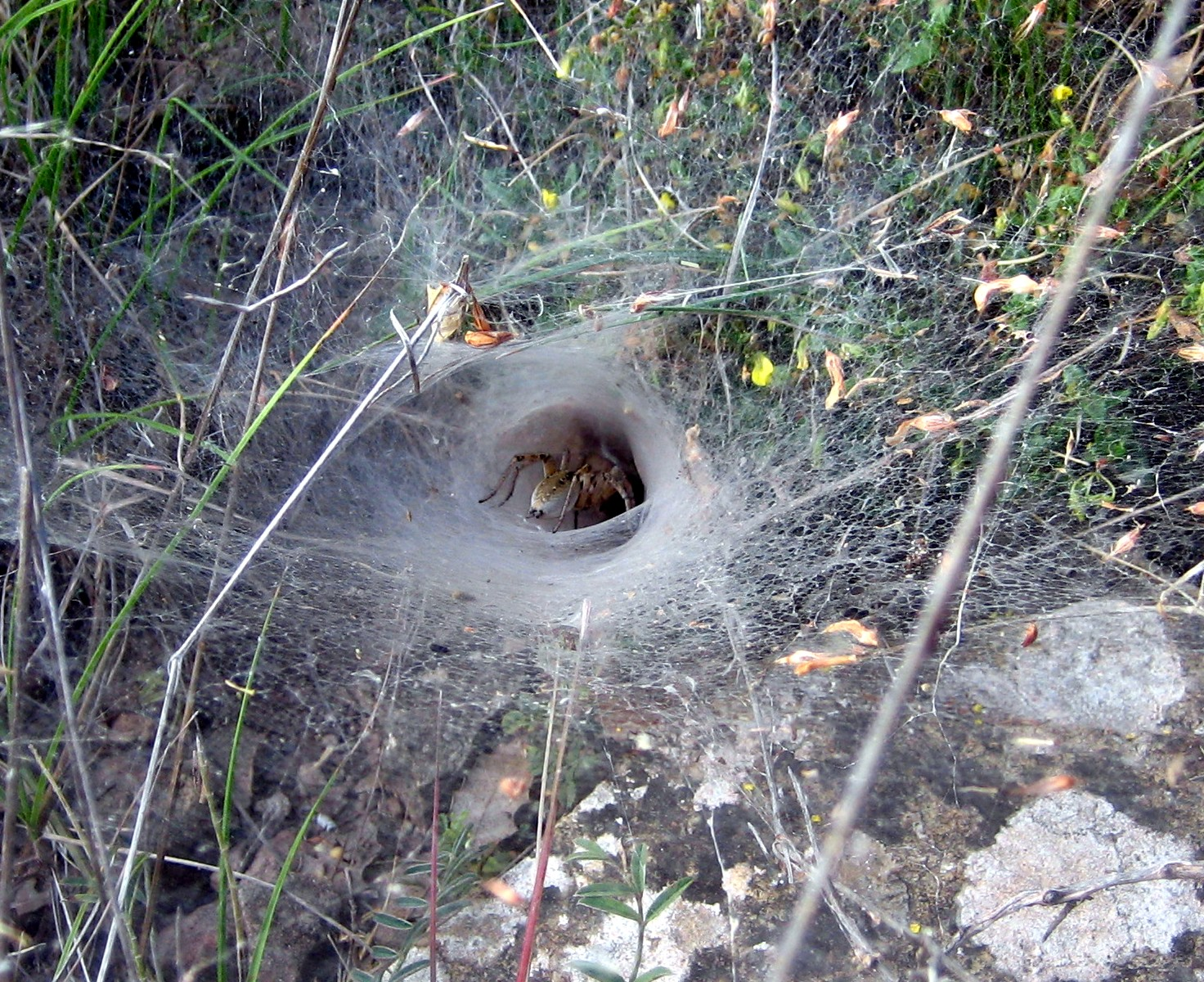
Воронкоподібні тенета Agelenidae

- Acutipetala Dankittipakul & Zhang, 2008
- Agelena Walckenaer, 1805
- Agelenella Lehtinen, 1967
- Agelenopsis Giebel, 1869
- Ageleradix Xu & Li, 2007
- Agelescape Levy, 1996
- Ahua Forster & Wilton, 1973
- Allagelena Zhang, Zhu & Song, 2006
- Alloclubionoides Paik, 1992
- Aterigena Bolzern, Hänggi & Burckhardt, 2010
- Azerithonica Guseinov, Marusik & Koponen, 2005
- Barronopsis Chamberlin & Ivie, 1941
- Benoitia Lehtinen, 1967
- Bifidocoelotes Wang, 2002
- Calilena Chamberlin & Ivie, 1941
- Coelotes Blackwall, 1841
- Coras Simon, 1898
- Draconarius Ovtchinnikov, 1999
- Femoracoelotes Wang, 2002
- Hadites Keyserling, 1862
- Himalcoelotes Wang, 2002
- Histopona Thorell, 1869
- Hololena Chamberlin & Gertsch, 1929
- Huangyuania Song & Li, 1990
- Huka Forster & Wilton, 1973
- Hypocoelotes Nishikawa, 2009
- Inermocoelotes Ovtchinnikov, 1999
- Iwogumoa Kishida, 1955
- Kidugua Lehtinen, 1967
- Leptocoelotes Wang, 2002
- Lineacoelotes Xu, Li & Wang, 2008
- Longicoelotes Wang, 2002
- Lycosoides Lucas, 1846
- Mahura Forster & Wilton, 1973
- Maimuna Lehtinen, 1967
- Malthonica Simon, 1898
- Melpomene O. Pickard-Cambridge, 1898
- Mistaria Lehtinen, 1967
- Neoramia Forster & Wilton, 1973
- Neorepukia Forster & Wilton, 1973
- Neotegenaria Roth, 1967
- Neowadotes Alayón, 1995
- Notiocoelotes Wang, Xu & Li, 2008
- Novalena Chamberlin & Ivie, 1942
- Olorunia Lehtinen, 1967
- Oramia Forster, 1964
- Oramiella Forster & Wilton, 1973
- Orepukia Forster & Wilton, 1973
- Orumcekia Koçak & Kemal, 2008
- Paramyro Forster & Wilton, 1973
- Pireneitega Kishida, 1955
- Platocoelotes Wang, 2002
- Porotaka Forster & Wilton, 1973
- Pseudotegenaria Caporiacco, 1934
- Robusticoelotes Wang, 2002
- Rualena Chamberlin & Ivie, 1942
- Spiricoelotes Wang, 2002
- Tamgrinia Lehtinen, 1967
- Tararua Forster & Wilton, 1973
- Tegecoelotes Ovtchinnikov, 1999
- Tegenaria Latreille, 1804
- Textrix Sundevall, 1833
- Tikaderia Lehtinen, 1967
- Tonsilla Wang & Yin, 1992
- Tortolena Chamberlin & Ivie, 1941
- Tuapoka Forster & Wilton, 1973
- Urocoras Ovtchinnikov, 1999
- Wadotes Chamberlin, 1925
- †Inceptor Petrunkevitch, 1942